# 洛隆紫堇
洛隆紫堇（学名：Corydalis lhorongensis）为罂粟科紫堇属下的一个种。